# Microtatorchis clementsii
Microtatorchis clementsii är en orkidéart som beskrevs av David Lloyd Jones och Bruce Gray. Microtatorchis clementsii ingår i släktet Microtatorchis och familjen orkidéer. Inga underarter finns listade i Catalogue of Life.